# ديف بنسون فيليبس
ديف بنسون فيليبس (بالإنجليزية: Dave Benson Phillips)‏ هو مذيع ومقدم تلفزيوني بريطاني، ولد في 3 فبراير 1965.

## وصلات خارجية
- ديف بنسون فيليبس على موقع IMDb (الإنجليزية)
- ديف بنسون فيليبس على موقع ميوزك برينز (الإنجليزية)
- ديف بنسون فيليبس على موقع قاعدة بيانات الفيلم (الإنجليزية)